# 東村 (岐阜県)

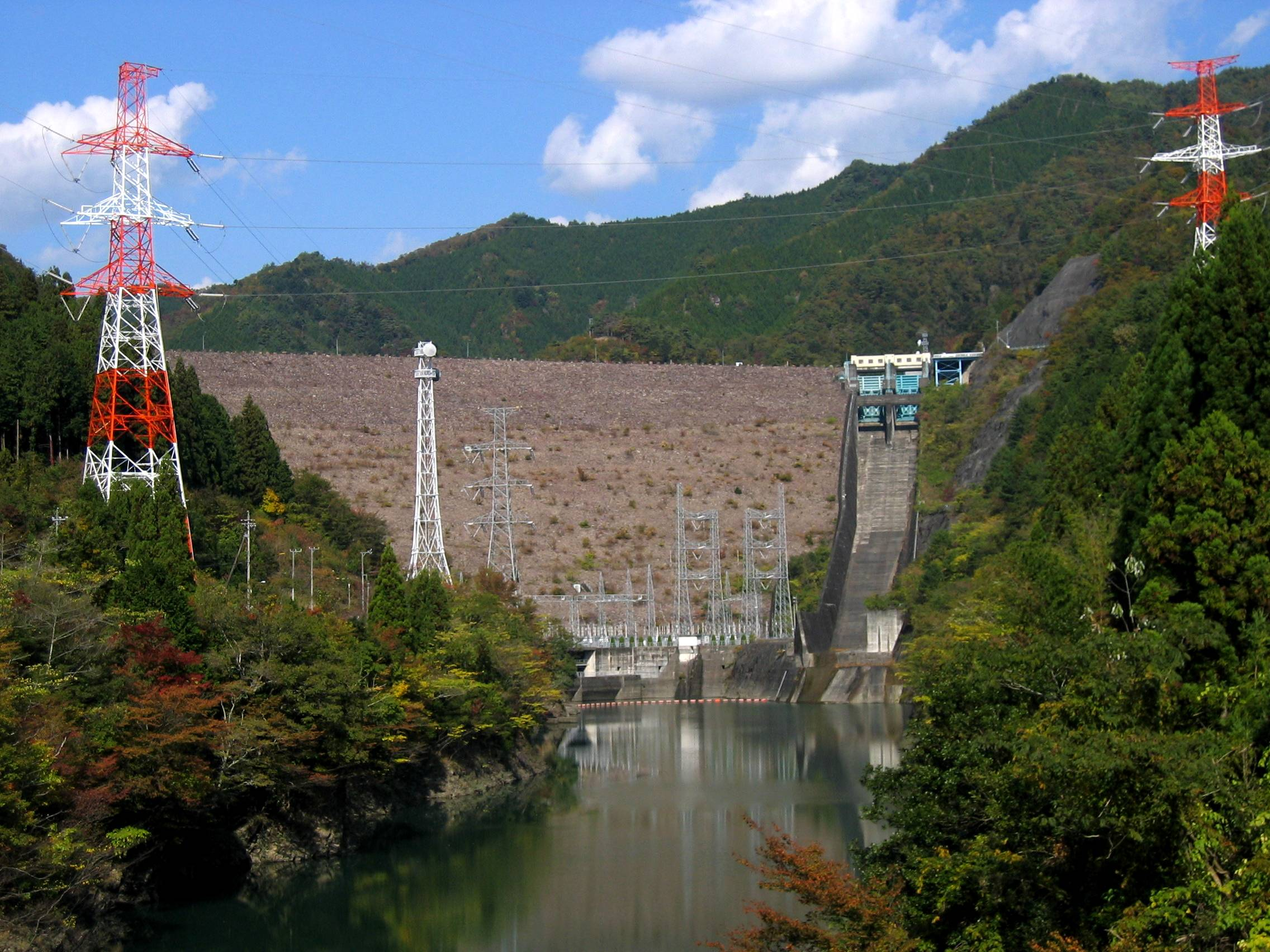
岩屋ダム

東村（ひがしむら）は、かつて岐阜県郡上郡に存在した村である。1955年（昭和30年）に合併で金山町となった後、現在は下呂市の一部である。かつての金山町の北西部に位置する。飛騨川支流の馬瀬川上流の村である。
村名は、郡上郡東部に位置することに由来する。

## 歴史
近代以前
- 縄文時代の遺跡が、東沓部・祖師野・八坂・乙原・卯野原・卯野原新田・細越・弓掛地内から発見されており、人々の生活があったと考えられる。
- 855年（斉衡2年）郡上郡が武儀郡より分かれて成立する。郡上郡四郷の中に和良郷があり、この地域も含まれていたと考えられる[1]。
- 1338年（建武5年）土岐国衡の玄孫気良氏の領地と見え、気良庄下之保となる。
- 戦国時代 遠藤慶隆の領地となる。
- 1646年（正保3年）郡上藩主遠藤常友が弟の大助常昭に2000石、金兵衛常紀に1000石を分地する。東では前者に、中原・相原・八坂・岩屋・広瀬・弓掛・沓部の各村が属し、後者には乙原・戸川・祖師野の各村が属することとなる[2]。
- 1693年（元禄6年）郡上藩主井上正任の子、正岑が継いだ際、和良3000石を弟の正長に分地する。東では卯野原村が属することとなる。
- 1712年（正徳2年）井上正長が常陸国下妻藩に転封し、卯野原村は幕府領となる。

- 宝暦年間に発生した郡上一揆に参加した住民はほとんどいなかったという[要出典]。

近代以降
- 江戸時代末期は、『金山町誌』によると弓掛村、岩屋村、八坂村、相原村、中原村、広瀬村、東沓部村、西沓部村は、旗本遠藤新六郎2000石知行地であり、乙原村、祖師野村、戸川村は旗本遠藤鎮之助1000石知行地であった。卯野原村は幕府領として美濃郡代の支配下だった[3]。
- 1869年（明治2年） 大政奉還により笠松県役所の支配下となる。
- 1871年（明治4年）笠松県が岐阜県に改称。
- 1897年（明治30年）弓掛村、卯野原村、乙原村、岩瀬村、祖師野村、戸部村、東沓部村が合併し東村となる。
- 1955年（昭和30年）武儀郡金山町・菅田町、益田郡下原村と合併し、益田郡金山町が発足。同日東村廃止。

## 学校
- 東村立東第一小学校（後の下呂市立東第一小学校。2021年3月に閉校）
  - 登呂瀬分校（1959年廃校）
  - 戸部分校（1962年廃校）
  - 岩瀬分校（1972年廃校）
- 東村立東第二小学校(1971年廃校）
  - 弓掛分校（1971年金山町立東第一小学校弓掛分校となり1972年廃校）
- 東村立東中学校（1970年に統合により廃校）
- 東村立東第二中学校(1970年に統合により廃校。)

## 名所・旧跡
- 岩屋岩蔭遺跡
- 祖師野八幡宮
- 岩屋ダム
- 馬瀬川第二ダム
- 池ノ島公園